# That's My Bush!
That's My Bush! è una sitcom statunitense del 2001, creata da Trey Parker e Matt Stone.
Nonostante i toni politici, la serie stessa fa ampia satira delle sitcom americane, includendo barzellette, risate registrate e personaggi tipici come la goffa segretaria Princess, la so-tutto-io Maggie e il vicino di casa disponibile Larry.
La serie è stata concepita sulla scia delle elezioni presidenziali del 2000, tra George W. Bush e Al Gore. Parker e Stone pensavano che Gore avrebbe vinto le elezioni, intitolando provvisoriamente la serie come Everybody Loves Al. Tuttavia, a causa delle controversie sull'esito delle elezioni, la serie è stata respinta e ripianificata attorno a Bush.
La serie è stata trasmessa per la prima volta negli Stati Uniti su Comedy Central dal 4 aprile al 23 maggio 2001, per un totale di 8 episodi ripartiti su una stagione. In Italia la serie è stata trasmessa su Jimmy dal 6 ottobre al 24 novembre 2002.

## Genere e struttura
That's My Bush! è una sitcom che descrive le avventure del Presidente degli Stati Uniti d'America George W. Bush, qui rappresentato come un uomo particolarmente inetto, infantile ed inaffidabile.
Lo stile dell'umorismo di Parker e Stone, come già in South Park, è facilmente riconoscibile: i vari episodi trattano tematiche piuttosto controverse (aborto, pena di morte, lotta alla droga, eutanasia, senza tralasciare problematiche direttamente legate all'attuale presidenza Bush, come la possibilità di perforare nelle riserve naturali dell'Alaska per ottenerne petrolio), ma le presentano sotto forma di commedia condita di elementi surreali, demenzialità e le volgarità per cui sono diventati celebri.
Per fare un esempio, nel primo episodio il portavoce della lega anti-abortista è rappresentato da un feto abortito riuscito incredibilmente a sopravvivere e a giungere all'età di 30 anni guadagnando capacità di parola e di giudizio.
Questa serie, tuttavia, non può essere definita solamente come satira politica, dato che il suo obiettivo principale è quello di essere una parodia di uno dei principali generi televisivi, ovvero le sitcom stesse; infatti ciascun personaggio rappresenta uno stereotipo di questo genere, almeno da come ci sono stati tramandati da anni di serie americane. Bush rappresenta qui il capofamiglia pigro, portato a fuggire le responsabilità e un po' tonto, mentre la first lady Laura Bush è la classica "donna del focolare", tutta sorrisi e comprensione verso il marito che, si spera, prima o poi metterà la testa a posto. Non manca nemmeno il vicino rompiscatole, qui impersonato da Larry O'Shea, un ambientalista gay. Tra gli altri personaggi troviamo: il consigliere politico del presidente, Karl Rove, ispirato alla vera figura del consigliere del presidente Bush (anche se in alcune scene viene dipinto come un membro di una setta satanica), sempre intento a coprire le clamorose gaffe del capo dello stato; Princess Stevenson, la segretaria personale di Bush, la classica ragazza bionda svampita; per finire, la cameriera Maggie Hawley, una donna di mezza età, mordace e sempre pronta a sottolineare la stupidità dei comportamenti del presidente.
Non manca nemmeno il tormentone, in questo caso la frase che George dice a Laura al termine di ogni episodio: "Uno di questi giorni, Laura, ti stampo un pugno dritto in faccia!", citazione parodistica dalla serie di gran successo in America The Honeymooners.

## Episodi
| Stagione       | Episodi | Prima TV USA | Prima TV Italia |
| -------------- | ------- | ------------ | --------------- |
| Prima stagione | 8       | 2001         | 2002            |

## Personaggi e interpreti

### Personaggi principali
- George W. Bush, interpretato da Timothy Bottoms, doppiato da Stefano De Sando.
- Laura Bush, interpretata da Carrie Quinn Dolin, doppiata da Stefania Giacarelli.
- Karl Rove, interpretato da Kurt Fuller, doppiato da Mino Caprio.

### Personaggi ricorrenti
- Maggie Hawley, interpretata da Marcia Wallace, doppiata da Paola Giannetti.
- Princess Stevenson, interpretata da Kristen Miller, doppiata da Claudia Razzi.
- Larry O'Shea, interpretato da John D'Aquino, doppiato da Francesco Prando.

### Personaggi secondari
- Charlton Heston, interpretato da Bob Legionaire, doppiato da Dario De Grassi.
- Dick Cheney, interpretato da Edmund L. Shaff, doppiato da Bruno Alessandro.

## Curiosità
- Lo spirito parodistico nei confronti delle sitcom (e dei telefilm in generale) si fa ancora più evidente nell'ottavo e ultimo episodio, Il perdente misterioso. In questo episodio Bush perde la carica di presidente per manifesta incompetenza e si mette alla ricerca di un lavoro: ogni volta che ne trova (e ne perde) uno (ad es. barista, insegnante...), i segmenti della puntata che trattano la sua breve esperienza lavorativa diventano una sorta di "telefilm nel telefilm", con tanto di titoli di testa, breve sigla musicale, elenco di personaggi e interpreti e l'annuncio che il segmento è ripreso dal vivo davanti a un pubblico pagante. Per finire, questo episodio perpetua la tendenza delle sitcom secondo cui, se succede un cambiamento epocale in un episodio, al termine dell'episodio stesso sarà tutto tornato come prima.
- Per tornare al tema dell'umorismo goliardico di Parker e Stone, That's My Bush! in slang significa "Quella è la mia fica". Nell'ottavo episodio Dick Cheney prende il posto di Bush alla guida del paese, e non solo la sigla viene modificata con la faccia di Cheney sovraimpressa su quella di Bush, ma la serie stessa assume il titolo di That's My Dick!. In slang, "That's My Dick!" significa "Quello è il mio pene".
- Nell'episodio di South Park intitolato Super Migliori Amici, tutti i personaggi della serie compaiono in forma animata per qualche istante, mentre si affacciano da uno dei balconi della Casa Bianca.